# Відповідно до Грети
«Відповідно до Грети» (англ. According to Greta) — драматичний американський фільм 2009 року. В ролях Гіларі Дафф, Еван Рос, Майкл Мерфі та Еллен Берстін. Дебют режисера Ненсі Бардевіл; сценарист Майкл Жілварі.

## Сюжет
Грета в поїздці, але не на відпочинку. Їй шістнадцять, вона яскрава, красива і дуже бунтівна. Вона повна сарказму, але це не приховує її страждань. Її мати, Карен, що знаходиться в третьому шлюбі, відправляє Грету на літо до бабусі і дідуся, але вона цьому не рада. Грета розповідає їм про те, що повна намірів убити себе до того, як закінчиться літо, а методи самогубства записує в свій блокнот. Вона справді хоче покінчити життя самогубством і, невдовзі, показує, наскільки серйозні її наміри. Але в це літо у неї з'являється перший роман, що розкриває її як харизматичну і жіночну молоду особу.

## Акторський склад
- Гіларі Дафф — Джоджина Евеліна "Грета" О'Доннел
- Еллен Берстін — Кетрін О'Доннел
- Майкл Мерфі — Джозеф О'Доннел
- Еван Рос — Джулі Робінсон
- Мелісса Лео — Карен О'Доннел-Ворнер
- Орен Скуг — Стів Ворнер
- Морі Гінсберг — Луї Хірано
- Дейв Шаланскі — The Installer
- Крістофер Хакім — Ендрю
- Віван Дугре — Донна Гарсія

## Зйомки
Відповідно до Стіву Гореліку з Нью-джерської комісії кінофільмів та телебачення в Ньюарку, події фільму відбуваються у містечках Есбурі Парк, Оушен Гроув та Нептуні штату Нью-Джерсі. Горелік сказав, що "все було зроблено у діапазоні $1-2 мільйонів". Будинок Кевіна Чамберса на Шляху Оушен в Оушен Гроув був зданий під потреби кіновиробництва. Чамберс виїхав із будинку на час, поки знімальна група проводила перебудовування та завершила зйомки стрічки. 13 жовтня 2007 знімальна група закрила для зйомок залізничну станцію в Бредлі Бітч. Всі знімальні роботи завершилися в середині листопада 2007. Пізніше в травні 2008 були перезняті певні сцени. Назву стрічки було змінено на Відповідно до Грети для випусків по США, хоча на сценах в кінотеатрах в Лос-Анджелесі лишалася первинна назва — Грета.

## Випуск
Фільм «Відповідно до Грети» вийшов у обмеженій кількості кінотеатрів США 11 грудня 2009. Пізніше 19 січня 2010 у США вийшов DVD із фільмом; в Австралії реліз відбувся 25 листопада 2009, в Німеччині 12 березня 2010, в Британії 32 червня 2010. В Британії стрічка вийшла під назвою «Переживаючи літо» (англ. Surviving Summer). Кіно вийшло під дистриб'ютором Icon Home Entertainment. Дещо пізніше опісля релізу на DVD, кіно посіло перше місце на чарті iTunes UK Top Film Sales Chart.
28 грудня 2011 телеканал CW network транслював стрічку у себе в програмі телебачення. Кіно зібрало 1,25 мільйонів переглядів, що зробило його найбільш переглянутим фільмом тижня.

## Рецензії
Сайт Rotten Tomatoes оцінив фільм у 0.3/5, базуючись на 2,725 рецензіях.